# Zemětřesení v Pueble 2017
Zemětřesení v Pueble se odehrálo 19. září 2017 asi 55 kilometrů od města Puebla. Mělo sílu 7,1 Mw a jeho hypocentrum se nacházelo v hloubce 51 km. Zemřelo při něm nejméně 370 lidí a je tak druhým nejsmrtelnějším zemětřesením roku 2017.
Přestože bylo v Mexiku 7. září 2017 zemětřesení o síle 8,1 Mw, tento otřes s ním nesouvisí, jelikož epicentra byla vzdálená více než 600 km od sebe.[zdroj⁠?!]
Zemětřesení udeřilo na výročí ničivého zemětřesení v Mexico City z roku 1985. Na připomínku této události se v Mexiku pořádají pravidelná bezpečnostní cvičení, která se také konala krátce před tím, než došlo ke skutečnému zemětřesení. 

## Oběti

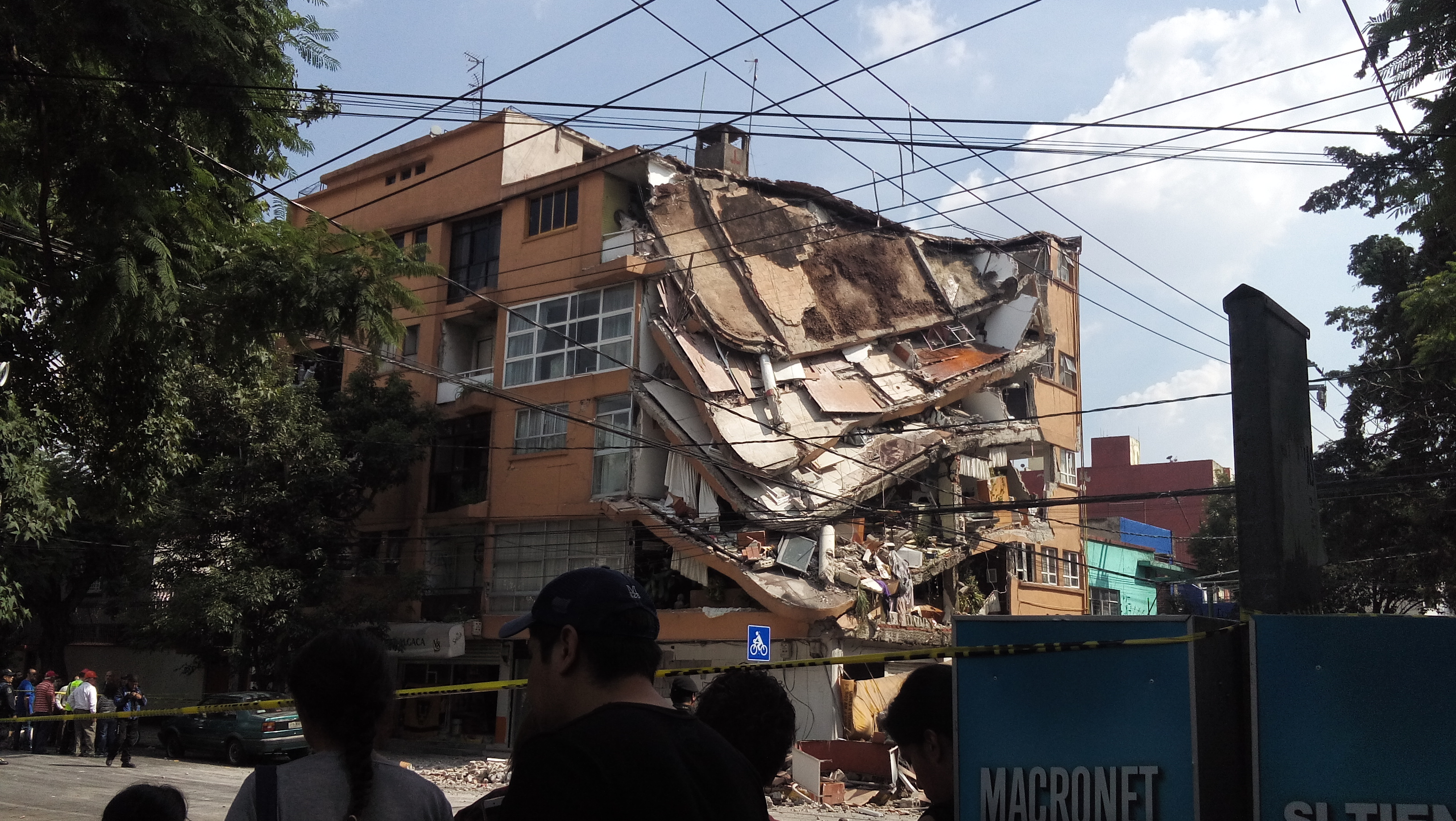
Jedna z poškozených budov v Mexico City

Při zemětřesení zemřelo nejméně 370 lidí a více než 6000 jich utrpělo zranění. 27 mrtvých bylo ohlášno ze školy v Mexico City, která se v důsledku zemětřesení zřítila. 11 lidí zemřelo pod troskami kostela v Atzale. Dalších 15 lidí zemřelo pod troskami kostela v Atzitzihuacánu.
| Země             | Mrtvých |
| ---------------- | ------- |
| Guerrero         | 6       |
| Morelos          | 75      |
| Oaxaca           | 1       |
| Puebla           | 46      |
| México           | 15      |
| Ciudad de México | 228     |
| Celkem           | 370     |